# Triturus macedonicus
Espèce
Synonymes
- Molge karelinii var. macedonica Karaman, 1922
- Triturus karelinii arntzeni Litvinchuk, Borkin, Džukić & Kalezić in Litvinchuk, Borkin, Džukić, Kalezić, Khalturin & Rosanov, 1999
- Triturus arntzeni Litvinchuk, Borkin, Džukić & Kalezić, 1999

Triturus macedonicus est une espèce d'urodèles de la famille des Salamandridae.

## Répartition
Cette espèce se rencontre en Bosnie-Herzégovine, en Serbie, en Macédoine, en Albanie, en Bulgarie, en Turquie et en Grèce.

## Publications originales
- Karaman, 1922 : Beiträge zur Herpetologie von Mazedonien. Glasnik Naucni Casopis za Prirodne Nauke, Zagreb, vol. 34, p. 278-299.
- Litvinchuk, Borkin, Džukić, Kalezić, Khalturin & Rosanov, 1999 : Taxonomic status of Triturus karelinii on the Balkans, with some comments about other crested newt taxa. Russian Journal of Herpetology, vol. 6, p. 153-163.